# Vojnatina
Vojnatina és un poble i municipi d'Eslovàquia. Es troba a la regió de Košice, a l'est del país.

## Història
La primera referència escrita de la vila data del 1336.

## Demografia
| Godina             | 1994 | 2004   | 2014   | 2024   |
| ------------------ | ---- | ------ | ------ | ------ |
| Nombre de persones | 259  | 238    | 246    | 232    |
| Diferència         |      | −8,10% | +3,36% | −5,69% |

| Godina             | 2023 | 2024   |
| ------------------ | ---- | ------ |
| Nombre de persones | 233  | 232    |
| Diferència         |      | −0,42% |